# Campeonato Japonês de Patinação Artística no Gelo de 2009–10
O Campeonato Japonês de Patinação Artística no Gelo de 2009–10 foi a septuagésima oitava edição do Campeonato Japonês de Patinação Artística no Gelo, um evento anual de patinação artística no gelo onde os patinadores artísticos competem pelo título de campeão japonês.  A competição foi disputada entre os dias 25 de dezembro e 27 de dezembro de 2009, na cidade de Kadoma.

## Eventos
- Individual masculino
- Individual feminino
- Duplas
- Dança no gelo

## Medalhistas
| Evento                        | Ouro                         | Prata                    | Bronze                  |
| Individual masculino detalhes | Daisuke Takahashi            | Nobunari Oda             | Takahiko Kozuka         |
| Individual feminino detalhes  | Mao Asada                    | Akiko Suzuki             | Yukari Nakano           |
| Duplas detalhes               | Narumi Takahashi Mervin Tran | nenhum outro competidor  | nenhum outro competidor |
| Dança no gelo detalhes        | Cathy Reed Chris Reed        | Emi Hirai Taiyo Mizutani | nenhum outro competidor |

## Resultados

### Individual masculino
| Pos.                                                  | Nome               | Pontos | PC         | PL          |
| ----------------------------------------------------- | ------------------ | ------ | ---------- | ----------- |
| Medalha de ouro                                       | Daisuke Takahashi  | 261.13 | 92.85 (1)  | 168.28 (1)  |
| Medalha de prata                                      | Nobunari Oda       | 244.30 | 79.60 (3)  | 164.70 (2)  |
| Medalha de bronze                                     | Takahiko Kozuka    | 236.13 | 80.54 (2)  | 155.59 (3)  |
| 4                                                     | Tatsuki Machida    | 215.02 | 75.35 (4)  | 139.67 (4)  |
| 5                                                     | Yasuharu Nanri     | 201.01 | 68.88 (7)  | 132.13 (6)  |
| 6                                                     | Yuzuru Hanyu       | 195.22 | 57.99 (13) | 137.23 (5)  |
| 7                                                     | Kento Nakamura     | 188.39 | 61.10 (10) | 127.29 (7)  |
| 8                                                     | Keiji Tanaka       | 187.26 | 65.90 (9)  | 121.36 (8)  |
| 9                                                     | Akio Sasaki        | 179.83 | 59.15 (12) | 120.68 (9)  |
| 10                                                    | Takahito Mura      | 177.78 | 74.85 (5)  | 102.93 (14) |
| 11                                                    | Tomoyuki Koriyama  | 176.18 | 69.39 (6)  | 106.79 (13) |
| 12                                                    | Kensuke Nakaniwa   | 169.14 | 68.52 (8)  | 100.62 (18) |
| 13                                                    | Hirokazu Kobayashi | 166.65 | 57.08 (15) | 109.57 (10) |
| 14                                                    | Naoto Saito        | 162.47 | 54.39 (18) | 108.08 (11) |
| 15                                                    | Ryo Shibata        | 161.49 | 60.40 (11) | 101.09 (17) |
| 16                                                    | Yukihiro Yoshida   | 158.62 | 57.25 (14) | 101.37 (16) |
| 17                                                    | Hayato Odajima     | 158.08 | 51.06 (21) | 107.02 (12) |
| 18                                                    | Ryujyu Hino        | 155.39 | 56.15 (16) | 99.24 (19)  |
| 19                                                    | Daisuke Murakami   | 154.90 | 52.19 (20) | 102.71 (15) |
| 20                                                    | Fumiya Itai        | 143.73 | 55.05 (17) | 88.68 (20)  |
| 21                                                    | Takumi Suenaga     | 137.88 | 49.78 (23) | 88.10 (21)  |
| 22                                                    | Junzo Nishigami    | 137.68 | 52.39 (19) | 85.29 (22)  |
| 23                                                    | Yuki Horinouchi    | 131.79 | 50.87 (22) | 80.92 (23)  |
| WD                                                    | Takemochi Ohgami   | —      | 49.60 (24) | — (WD)      |
| Não avançaram para a patinação livre / programa longo |                    |        |            |             |
| 25                                                    | Yoji Tsuboi        | —      | 48.84 (25) |             |
| 26                                                    | Hikaru Murayama    | —      | 44.82 (26) |             |
| 27                                                    | Junki Sano         | —      | 44.44 (27) |             |
| 28                                                    | Hirofumi Torii     | —      | 42.69 (28) |             |
| 29                                                    | Hisashi Tahara     | —      | 39.85 (29) |             |
| 30                                                    | Taketo Omae        | —      | 30.05 (30) |             |

### Individual feminino
| Pos.                                                  | Nome             | Pontos | PC         | PL          |
| ----------------------------------------------------- | ---------------- | ------ | ---------- | ----------- |
| Medalha de ouro                                       | Mao Asada        | 204.62 | 69.12 (1)  | 135.50 (1)  |
| Medalha de prata                                      | Akiko Suzuki     | 195.90 | 67.84 (4)  | 128.06 (2)  |
| Medalha de bronze                                     | Yukari Nakano    | 195.73 | 68.90 (2)  | 126.83 (3)  |
| 4                                                     | Miki Ando        | 185.44 | 68.68 (3)  | 116.76 (4)  |
| 5                                                     | Kanako Murakami  | 176.61 | 60.28 (5)  | 116.33 (5)  |
| 6                                                     | Haruka Imai      | 166.16 | 55.98 (7)  | 110.18 (6)  |
| 7                                                     | Fumie Suguri     | 161.29 | 58.70 (6)  | 102.59 (9)  |
| 8                                                     | Ayumi Goto       | 159.15 | 55.96 (8)  | 103.19 (8)  |
| 9                                                     | Nana Takeda      | 158.81 | 54.54 (12) | 104.27 (7)  |
| 10                                                    | Yukiko Fujisawa  | 157.88 | 55.82 (9)  | 102.06 (11) |
| 11                                                    | Karen Kemanai    | 150.97 | 48.50 (19) | 102.47 (10) |
| 12                                                    | Ayane Nakamura   | 148.42 | 54.60 (11) | 93.82 (13)  |
| 13                                                    | Satsuki Muramoto | 144.73 | 50.06 (17) | 94.67 (12)  |
| 14                                                    | Shion Kokubun    | 141.57 | 51.12 (16) | 90.45 (14)  |
| 15                                                    | Mutsumi Takayama | 138.78 | 54.92 (10) | 83.86 (17)  |
| 16                                                    | Yuki Nishino     | 138.22 | 53.26 (14) | 84.96 (16)  |
| 17                                                    | Kana Muramoto    | 137.01 | 53.34 (13) | 83.67 (18)  |
| 18                                                    | Kako Tomotaki    | 136.53 | 49.02 (18) | 87.51 (15)  |
| 19                                                    | Aki Sawada       | 134.99 | 51.48 (15) | 83.51 (19)  |
| 20                                                    | Mayumi Hioki     | 124.91 | 43.60 (23) | 81.31 (20)  |
| 21                                                    | Sayaka Yodo      | 122.24 | 47.04 (20) | 75.20 (21)  |
| 22                                                    | Ayako Hagiwara   | 120.30 | 45.70 (22) | 74.60 (22)  |
| 23                                                    | Rumi Suizu       | 117.17 | 46.94 (21) | 70.23 (23)  |
| 24                                                    | Eri Seto         | 108.57 | 41.50 (24) | 67.07 (24)  |
| Não avançaram para a patinação livre / programa longo |                  |        |            |             |
| 25                                                    | Nanoha Sato      | —      | 40.80 (25) |             |
| 26                                                    | Shoko Ishikawa   | —      | 39.54 (26) |             |
| 27                                                    | Hinako Kikuchi   | —      | 37.10 (27) |             |
| 28                                                    | Haruka Inoue     | —      | 37.08 (28) |             |
| 29                                                    | Misaki Ohara     | —      | 36.40 (29) |             |
| 30                                                    | Naoko Oguma      | —      | 35.80 (30) |             |

### Duplas
| Pos.            | Nome                           | Pontos | PC        | PL         |
| --------------- | ------------------------------ | ------ | --------- | ---------- |
| Medalha de ouro | Narumi Takahashi / Mervin Tran | 151.17 | 50.96 (1) | 100.21 (1) |

### Dança no gelo
| Pos.             | Nome                       | Pontos | PC        | PL        |
| ---------------- | -------------------------- | ------ | --------- | --------- |
| Medalha de ouro  | Cathy Reed / Chris Reed    | 163.37 | 31.17 (1) | 49.58 (1) |
| Medalha de prata | Emi Hirai / Taiyo Mizutani | 119.49 | 25.01 (2) | 37.67 (2) |